# 8307-es mellékút (Magyarország)
A 8307-es számú mellékút egy közel 7 kilométer hosszú, négy számjegyű mellékút Győr-Moson-Sopron vármegyében, a Sokorói-dombság térségében; Felpéc községet kapcsolja össze Tét városával és – közvetve – a 83-as főúttal.

## Nyomvonala
Tét lakott területének délkeleti széle közelében, de még bőven belterületen ágazik ki a 8306-os útból, majdnem pontosan annak a 23+250-es kilométerszelvénye közelében, kelet-északkelet felé, Felpéci utca néven. Még az első kilométere után elhagyja a város utolsó házait is, 1,4 kilométer után pedig átlép Felpéc területére. Mintegy 2,8 kilométer után áthalad Halipuszta külterületi településrészen, majd 3,1 kilométer után keresztezi a Győr–Celldömölk-vasútvonal vágányait, Halipuszta megállóhely északi végénél. A 4+500-as kilométerszelvénye táján egészen megközelíti Gyömöre határszélét, de e települést ennél jobban nem érinti. Nagyjából 5,8 kilométer után érkezik el Felpéc lakott területének nyugati széléhez, ott a József Attila utca nevet veszi fel. Végighalad a község központján, majd attól keletre, a belterület keleti peremén ér véget, beletorkollva a 8308-as útba, annak nagyjából a 6+200-as kilométerszelvénye táján.
Teljes hossza, az országos közutak térképes nyilvántartását szolgáló kira.gov.hu adatbázisa szerint 6,825 kilométer.

## Települések az út mentén
- Tét
- (Gyömöre)
- Felpéc